# Chalo Chatu
Chalo Chatu یک پروتکل دائرةالمعارف اینترنتی به زبان انگلیسی است که شامل رویدادهای تاریخی و رویدادهای کنونی، شخصیت‌های برجسته عمومی، شرکت‌ها، سازمان‌ها، وب سایت‌ها، آثار ملی و سایر ویژگی‌های برجسته زامبیا است. این وب سایت رایگان است: کاربران پرداخت نمی‌کنند، اما می‌توانند انتخاب کنند که به بنیاد Chalo Chatu اهدا کنند. این «محتوای باز» است، به این معنی که هر کسی می‌تواند آن را کپی کند. این بزرگترین و تنها دائرةالمعارف آنلاین در زامبیا است. نام Chalo Chatu به عنوان دنیای ما در زبان محلی زامبیا ترجمه شده‌است. Chalo Chatu در ۱ ژوئن ۲۰۱۶ توسط Jason Mulikita آغاز شد. Chalo Chatu متعلق به سازمان زامبیا، بنیاد Chalo Chatu است که در لوساکا است.

## تاریخچه
Chalo Chatu در تاریخ ۱ ژوئن ۲۰۱۶ راه اندازی شد. این برنامه با زبان انگلیسی در www.chalochatu.org راه اندازی شد و از آن زمان فعال بوده‌است. چالو چاتو تحت سیاست‌های خوبی نوشته شده و متعادل، خنثی و با علم و فناوری راه اندازی شد.

## با استفاده از Chalo Chatu
Chalo Chatu یک سایت رایگان مانند Wikipedia است که هر کسی می‌تواند یک صفحه را شروع یا ویرایش کند اما برای شما در Chalo Chatu ویرایش کنید باید یک کاربر ثبت شده و تأیید شده با یک وب سایت باشد.